# Amel-sur-l'Étang
Amel-sur-l'Étang là một xã thuộc tỉnh Meuse trong vùng Grand Est đông nam nước Pháp. Xã này nằm ở khu vực có độ cao trung bình 252 mét trên mực nước biển.